# Avión
Pour les articles homonymes, voir Avion (homonymie).
Avión est une commune de la province d'Ourense en Espagne située dans la communauté autonome de Galice.